# البور (الجزایر)
البور یک منطقهٔ مسکونی در الجزایر است که در ناحیه برج منایل واقع شده‌است. البور ۳ کیلومتر مربع مساحت دارد ۳۲۰ متر بالاتر از سطح دریا واقع شده‌است.